# Dick Tidrow
Richard William « Dick » Tidrow (né le 14 mai 1947 à San Francisco, Californie, États-Unis et mort le 10 juillet 2021 à Lee's Summit, Missouri) est un ancien lanceur droitier de la Ligue majeure de baseball. Il évolue de 1972 à 1984, surtout comme lanceur de relève mais aussi comme lanceur partant pendant quelques saisons. Il joue 6 années pour les Yankees de New York, avec qui il remporte les Séries mondiales de 1977 et 1978, avant de s'illustrer comme releveur chez les Cubs de Chicago.
En 2015, Dick Tidrow est vice-président et assistant au directeur-gérant chez les Giants de San Francisco. À l'emploi du club depuis 1994, il supervise entre autres le recrutement des jeunes joueurs, puis leur développement en ligues mineures. Aux côtés de, notamment, Brian Sabean, il a contribué à bâtir les équipes des Giants qui ont remporté trois Séries mondiales de 2010 à 2014.

## Carrière de joueur

### Indians de Cleveland
Dick Tidrow commence sa carrière dans le baseball majeur comme lanceur partant chez les Indians de Cleveland. Débutant le 18 avril 1972, il évolue avec l'équipe jusqu'en 1974 et amorce 78 de ses 85 parties jouées pour les Indians. Il remporte 29 victoires contre 34 défaites pour Cleveland et maintient une moyenne de points mérités de 3,78. À ses deux premières saisons, il remporte chaque fois 14 matchs, un total qui demeurera son record personnel en carrière. Dans ses récompenses de fin de saison, The Sporting News fait de Tidrow son lanceur recrue par excellence de 1972 dans la Ligue américaine, mais le baseball majeur, qui ne fait pas de distinction entre les lanceurs et les joueurs de position lorsque vient le temps d'élire le meilleur joueur de première année, préfère unanimement Carlton Fisk des Red Sox de Boston pour sa recrue de l'année.
Avec le joueur de premier but Chris Chambliss et le lanceur droitier Cecil Upshaw, il est le 26 avril 1974 échangé aux Yankees de New York contre quatre lanceurs : les droitiers Steve Kline, Fred Beene et Tom Buskey et le gaucher Fritz Peterson.

### Yankees de New York
Après une saison 1974 passée dans la rotation de partants des Yankees, Tidrow enchaîne trois excellentes saisons comme lanceur de relève. À sa première année dans ce rôle en 1975, il maintient une moyenne de points mérités de 3,12 en 69 manches et un tiers lancées au total lors de 37 présences au monticule. Sa meilleure saison pour le club est celle de 1976, alors qu'il lance 92 manches et un tiers en 47 sorties en relève, abaisse sa moyenne à 2,63 points mérités accordés par partie et réussit un sommet personnel de 10 sauvetages. Faisant à l'automne ses débuts en éliminatoires, il lance la 9e manche et est le lanceur gagnant du dernier match de la Série de championnat 1976 de la Ligue américaine qui propulse les Yankees en finale, mais il est malmené par les Reds de Cincinnati dans une Série mondiale où New York s'avoue vaincu.
Tidrow n'a guère à attendre pour savourer le titre ultime puisqu'il fait partie des équipes championnes des Yankees qui remportent la Série mondiale 1977 et la Série mondiale 1978. Il retrouve une place comme lanceur partant durant la saison 1978 mais, tout comme l'automne qui avait précédé, ne lance qu'en relève dans les séries éliminatoires, incluant une solide performance en Série mondiale 1978 avec un seul point alloué aux Dodgers de Los Angeles en 4 manches et deux tiers lancées.
Chez les Yankees, il hérite du surnom Dirt (en anglais, poussière ou saleté), qu'il doit à sa moustache touffue et à son uniforme toujours maculé de terre battue. En 6 saisons avec les Yankees, sa moyenne de points mérités s'élève à 3,61 en 711 manches et un tiers lancées, avec 41 victoires, 33 défaites et 23 sauvetages en 211 matchs, dont 152 comme releveur.

### Cubs de Chicago
Le 23 mai 1979, les Yankees échangent Dick Tidrow aux Cubs de Chicago contre le lanceur droitier Ray Burris. L'échange est conclu après un mauvais début de saison du droitier : Tidrow a en effet accordé 20 points en seulement 14 présences en relève lorsque survient le transfert. Il rétablit la situation avec sa nouvelle équipe, abaissant sa moyenne à 3,66 au terme de la saison. Lourdement utilisé par les Cubs, il maintient une moyenne de 2,72 en 102 manches et deux tiers lancées lors de 63 présences en relève, ce qui lui donne un total de 125 manches et un tiers et 77 matchs pour deux équipes cette année-là.
Tidrow vient lancer en relève à 84 reprises en 1980, plus que tout autre lanceur des majeures. Sa moyenne de points mérités ne s'élève qu'à 2,79 en 116 manches lancées. Il fait de la 8e manche sa spécialité, alors qu'il prépare l'entrée dans le match du stoppeur étoile des Cubs, Bruce Sutter,.

### White Sox de Chicago
Le 25 janvier 1983, dans une rare transaction entre les deux clubs de Chicago, les Cubs échangent Tidrow, le voltigeur et premier but Pat Tabler, le joueur d'avant-champ Scott Fletcher et le lanceur droitier Randy Martz aux White Sox de Chicago, contre le lanceur gaucher Steve Trout et le droitier Warren Brusstar. La transaction survient alors même que les White Sox menacent, au grand déplaisir de plusieurs Chicagolais, de réclamer le lanceur vedette des Cubs, Ferguson Jenkins, au repêchage spécial tenu à cette époque pour compenser les clubs ayant perdu un agent libre. Les White Sox semblent avoir obtenu beaucoup plus de nouveaux talents que les Cubs dans l'échange (ce que la suite ne prouvera pas nécessairement) et plusieurs observateurs vont jusqu'à qualifier le transfert de « forcé », voire d'un cas d'« extorsion », orchestré par les Sox en échange d'une promesse de ne pas entraîner Jenkins du côté nord de Chicago. Le directeur-gérant des Cubs, Dallas Green, s'en défend cependant. La controverse locale va même jusqu'à coûter son emploi à l'un des commentateurs sportifs de la radio des White Sox, qui accuse le directeur-gérant du club, Roland Hemond, d'avoir « mis un fusil sur la tempe » de son homologue Green afin qu'il accepte l'échange.
Toujours utilisé comme releveur, Dick Tidrow fait partie de l'équipe des White Sox qui remporte le titre de la division Ouest de la Ligue américaine en 1983 mais perd la Série de championnat aux mains des Orioles de Baltimore.

### Mets de New York
Comme agent libre, Tidrow rejoint pour un dernier tour de piste dans les majeures les Mets de New York, avec qui il dispute 11 parties en 1984.

### Palmarès
Dick Tidrow a disputé 620 matchs en 13 saisons, de 1972 à 1984, dans les Ligues majeures de baseball, soit 482 matchs comme lanceur de relève et 138 comme lanceur partant. Il compte 100 victoires contre 94 défaites. En relève, il a réalisé 55 sauvetages et, comme partant, il lance 32 matchs complets dont 5 blanchissages. Il affiche une moyenne de points mérités de 3,68 et 975 retraits sur des prises en 1 746 manches et deux tiers lancées en saison régulière. En éliminatoires, il a lancé dans 12 matchs avec les Yankees et un avec les White Sox, pour un total de 33 manches et deux tiers lancées (une seule pour Chicago) et une moyenne de points mérités de 4,01.

## Carrière de dépisteur et de dirigeant
Une fois sa carrière de joueur terminée, Dick Tidrow est dépisteur pour les Yankees de New York de 1985 à 1993.
À l'aube de la saison de baseball 1994, il rejoint le club de sa ville natale, les Giants de San Francisco. Au sein du club de la Ligue nationale, il est au départ observateur sportif dans la Ligue américaine avant d'être nommé au poste d'assistant spécial au directeur-gérant des Giants, Brian Sabean, en 1996.
Promu directeur du personnel (Director of Player Personnel) avant le début de la saison 1997, Dick Tidrow supervise les clubs affiliés aux Giants dans les ligues mineures, aide à la préparation du repêchage amateur tenu en juin de chaque année et soumet à Sabean ses recommandations quant aux agents libres à poursuivre et aux joueurs susceptibles d'être acquis par San Francisco par un échange. Il est reconnu pour ses efforts dans la construction d'un brillant personnel de lanceurs incluant Tim Lincecum, Matt Cain, Madison Bumgarner, Sergio Romo, et Ryan Vogelsong, tous des joueurs repêchés et développés en ligues mineures par les Giants. La qualité des joueurs ainsi recrutés est dans une large part responsable des succès des Giants, champions des Séries mondiales de 2010, 2012 et 2014.